# Llista de llibres sobre el rei Artús

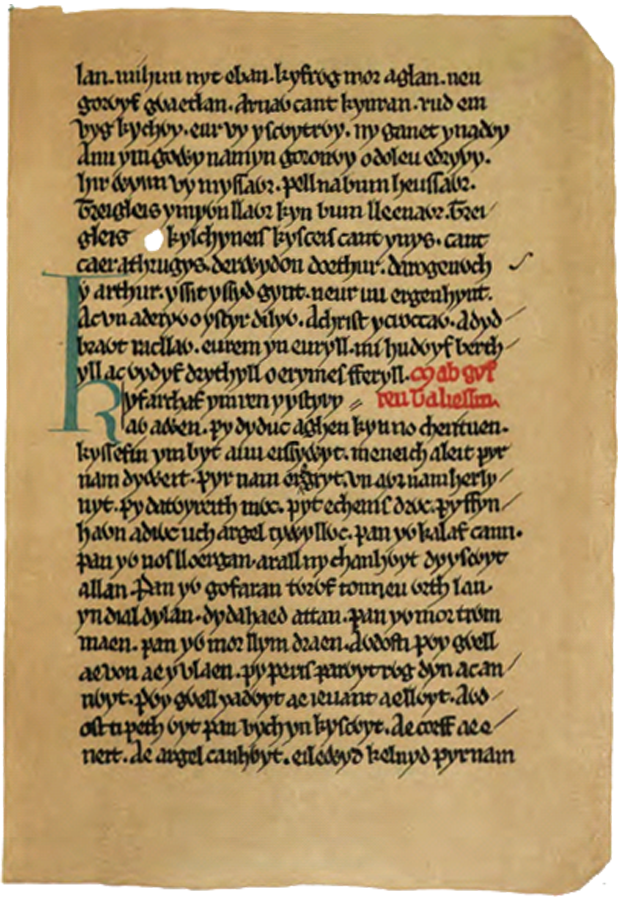
Llyfr Taliesin (Llibre de Taliesin), folio 13 (facsímil 1868).

Les obres literàries sobre el rei Artús o sobre temes i personatges relacionats amb ell o amb la seva cort són molt nombroses. El conjunt d'obres artúriques, més d'altres amb fonts d'origen celta, com les obres tristanianes o els Lais de Maria de França, se sol anomenar "matèria de Bretanya". La matèria de Bretanya s'origina amb l'aparició del Roman de Brut de Wace el 1155 a la cort anglonormanda d'Enric II Plantagenet -el qual va impulsar molta producció cronística en llatí i francés-.
El Roman de Brut, suposadament, era una traducció francesa d'una crònica llatina escrita per Godofred de Monmouth i anomenada Historia Regum Britanniae (1136). Aquesta darrera unia cronològicament i generacionalment l'Imperi Romà amb la cort anglonormanda. L'argument és el següent: els saxons són sotmesos pel rei Artús i aquest es casa amb la reina Ginebra. Després conquereix Noruega i la Gàl·lia, i es corona, però la cerimònia és interrompuda per uns emissaris romans que li reclamen el pagament del tribut, i aquest fet provoca que hagi de marxar de nou deixant momentàniament el regne en mans del seu nebot Mordred. Quan Artús intenta conquerir Roma, és avisat de la traïció de Mordred i retorna a la Britànnia. Hi ha una batalla pel regne, i tant Mordred com el rei Artús són ferits de mort, però amb una diferència: el primer troba la mort i el segon és traslladat a l'illa d'Avalon per guarir-li les ferides.
Així doncs, el Roman de Brut resulta ser una ampliació d'aquest anterior. La finalitat d'aquestes cròniques era política i estètica: aconsegueixen ressuscitar un cabdill bretó mític i emparentar-lo amb la dinastia normanda però, a més a més, en fer-ho, van convertir la imatge del rei Enric II Platagenet en un monarca d'una cort ideal i totalment cavalleresca amb què la cort d'aquest aspirava a identificar-se.
Tot i això, el que fa especial aquesta matèria no és només l'aparició del rei Artús i la unió amb l'Imperi Romà, també ho fa l'aparició d'un simbolisme cavalleresc específic: la Taula Rodona. Wace, en la seva obra, presenta aquest símbol que representa la igualtat de tots els grans vassalls i la limitació del poder del monarca, encarregat de garantir els drets i els privilegis dels seus cavallers i vetllar pel manteniment de la cortesia. Un altre fet inèdit que apareix en el relat és la presència literària de les dones durant els entrenaments militars, les quals anaven a mirar el seu estimat com s'entrenava.
Tot i que, en aquesta matèria, la figura de Perceval i la temàtica del sant Greal no és coneguda fins a l'aparició del relat del Conte del Graal i malgrat la ressonància literària que al segle següent va tenir, hi ha altres personatges artúrics que han tingut més repercussió literària durant la història, tals com la història d'amor de Lancelot i Ginebra, la biografia del rei Artús, o Tristany, entre d'altres.
Una llista de les obres més importants, ordenades cronològicament i per llengües, s'exposa a continuació:

## Segle VI

### Llatí
- De Excidio et Conquestu Britanniae [cat. De la ruïna i conquesta de Britànnia] de Gildas (menciona la batalla de Mons Badonicus, però no pas el nom d'Artús).[2]

## Segle IX

### Llatí
- Historia Brittonum [cat. Història dels bretons], atribuïda a Nennius.[3]

## Segle X

### Llatí
- Annales Cambriae [Els Annals de Gal·les] (anònim).[4]

### Gal·lès
- Preiddeu Annwfn [cat. El botí de Annwfn]. Poema inclòs en el Llibre de Taliesin [gal·lès: Llyfr Taliesin].[5]
- Pa Gur yv y Porthaur [cat. Qui és el porter?] (segle X) (es menciona la lluita de Keu amb el Cath Palug).[6]
- Englynion y Beddau [cat. Estrofes de les tombes] (segle IX-X) (es menciona la tomba del rei Artús dient que la seva localització és un misteri).[7]

## Segle XI

### Llatí
- Llegenda de St. Goeznou (circa 1019).[8]

### Gal·lès
- Trioedd Ynys Prydein [cat. Tríades de l'illa de Bretanya] (datació incerta, s. XI-XIV)[9]

## Segle XII

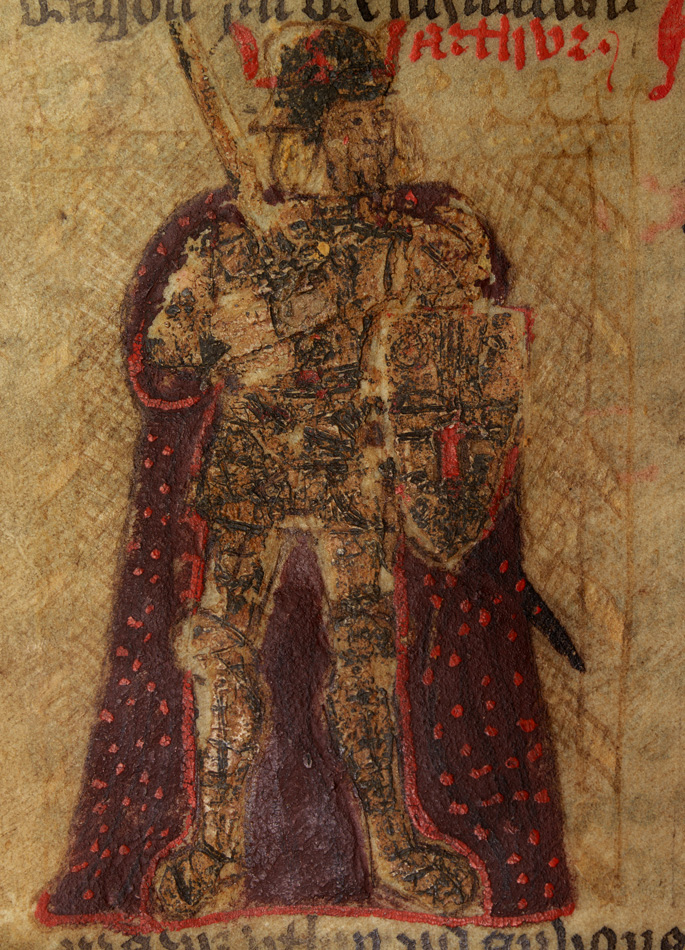
Il·lustració que representa el rei Artur en una versió de la Historia Regum Britanniae de Geoffrey de Monmouth

### Gal·lès
- Culhwch ac Olwen [cat. Culhwch i Olwen] (anònim, circa 1100).[10]

### Llatí
- Vita Sancti Cadoc de Lifris of Llancarfan (circa 1061-1104)[11]
- Vita Sancti Carannog (circa 1100) (Artus demana ajuda al sant)[12]
- Vita Sancti Euflami (circa 1100) (Artus lluita amb un drac)[13]
- Vita Sancti Paternus (circa 1120) (menciona Artús i Caradoc).[14]
- Gesta Regum Anglorum de William of Malmesbury (1125) (Artús porta una imatge de la Verge).[15]
- Historia Anglorum de Henry of Huntingdon (1129) (menciona Artús).[16]
- Vita Santi Gildae de Caradoc of Llancarfan (circa 1120-1130) (versió primerenca del tema del rapte de Ginebra).[17]
- Obres de Geoffrey de Monmouth
  - Historia Regum Britanniae (circa 1136-8).[18]
  - Vita Merlini (circa 1140).[19]
- Vida de Sant Kentigern de Jocelyn de Furness (circa 1185) (conté una versió de la llegenda de Merlí).[20]
- Vita Sancti Illtud (circa 1190) (es menciona la cort d'Artús i també el rei Marc de Cornualla)[21]

### Francès antic i els seus dialectes
- Roman de Brut de Wace (circa 1155) (versió anglonormanda de la Historia Regum Britanniae).[22]
- Tristany de Tomàs d'Anglaterra (circa 1170).[23]
- Tristany de Béroul (circa 1170).[24]
- Lai de Maria de França (circa 1170). Dos lais de tema artúric
  - Lanval.[25]
  - Chevrefoil.[26]
- Romans (novel·les en vers) de Chrétien de Troyes
  - Erec i Enide (circa 1170).[27]
  - Cligés (circa 1170).[28]
  - El cavaller del lleó (circa 1180).[29]
  - El cavaller de la carreta (circa 1180).[30]
  - Perceval o el Conte del Graal (circa 1190) (inacabat).[31]
- I les 'Continuacions' d'aquesta darrera obra fetes per altres autors:
  - Primera Continuació o Continuació de Galvany, atribuïda a Wauchier de Denain
  - Segona continuació o Continuació de Perceval, igualment atribuïda a Wauchier de Denain
  - Continuació de Gerbert de Montreuil (circa 1226-30)
  - Continuació de Manessier (primera meitat del XIII)
  - Élucidation (escrit com a pròleg al Perceval)
  - Bliocadran (història del pare de Perceval)
- Trilogia de Robert de Boron (entre el 1183 i el 1199).[32] En la forma original en vers, només es conserva la primera d'aquestes obres i un fragment de la segona; però existeix una versió prosificada de les tres):
  - Joseph d'Arimathie (Roman de l'Estoire dou Graal).[33]
  - Merlin
  - Perceval
- Lai du cor [cat. Lai del corn] de Robert Biket (1170-1180) (el cavaller que aconsegueix beure del corn sense mullar-se té garantida la fidelitat matrimonial; Artús no ho aconsegueix)
- Le mantel mautaillé [cat. El mantell mal tallat] (mantell que només es pot posar el qui és fidel; no ho aconsegueix la reina Ginebra).[34]
- Li beaus desconeüs [cat. El bell desconegut] de Renaut de Beaujeu (finals del segle XII-principis del XIII)
- La demoiselle à la mule o La mule sans frein [cat. La donzella de la mula o La mula sense fre] (1190-1210)
- Le chevalier à l'épée [cat. El cavaller de l'espasa]

### Alt alemany

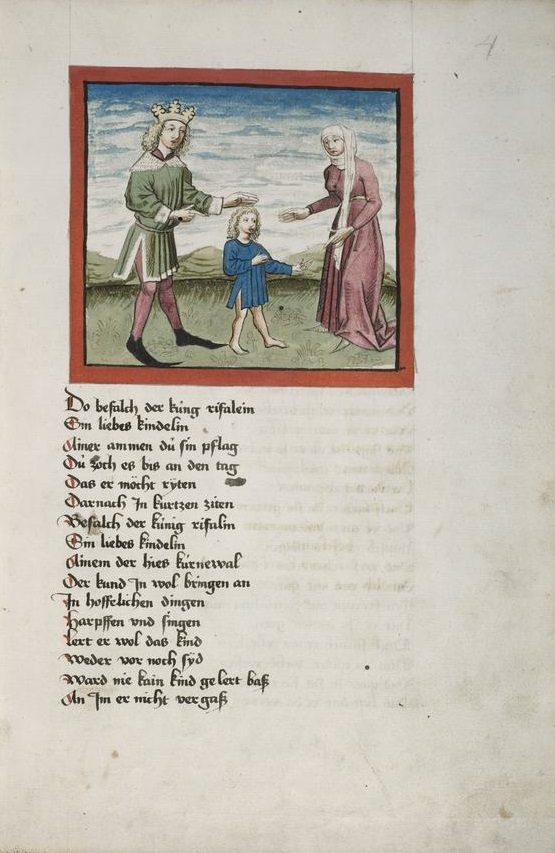
Manuscrit del s. XV del Tristany d'Eilhart von Oberge (Biblioteca de la Universitat de Heidelberg)

- Tristrant d'Eilhart von Oberge (circa 1170).[35]
- Obres de Hartmann von Aue
  - Erek (darreries del segle XII) (adaptació de l'Erec de Chrétien de Troyes)
  - Iwein (darreries del segle XII) (adaptació de l'Yvain de Chrétien de Troyes)
- Lanzelet d'Ulrich von Zatzikhoven (darreries del segle XII; traducció a l'alt alemany d'una versió del tema del Cavaller de la carreta, possiblement anterior a la versió que coneix Chrétien de Troyes)

## Segle XIII

### Francès antic i els seus dialectes
- Roman de Fergus de Guillaume le Clerc (1190-1200).[36]
- Yder (1210-1225).[37]
- Meraugis de Portlesguez de Raoul de Houdenc (inicis del XIII).[38]
- Vengeance Raguidel de Raoul (identificat amb Raoul de Houdenc) (circa 1200-1225)[39]
- Les merveilles Rigomer (primer terç del segle xiii)
- Cicle de Lancelot-Graal o Cicle de la Vulgata (circa 1210-1230)
  - Estoire del Saint Grail [cat. Història del Sant Greal]
  - Estoire de Merlin [cat. Història de Merlí]
  - Lancelot propre [Lancelot pròpiament dit]
  - Queste del Saint Graal [cat. La Questa (recerca) del Sant Greal]
  - Mort Artu [cat. La mort d'Artús] (en realitat, les tres darreres seccions es van escriure abans que les dues primeres)
- Perlesvaus (anònim) (circa 1210)
- Tristany en prosa Primera versió (1230) i segona versió (circa 1240)
- Cicle de la post-Vulgata (anònim) (començat cap a 1230, acabat cap a 1240)
- L'âtre périlleux [cat. El cementiri perillós] (anònim) (circa 1250)
- Claris et Laris
- Li chevaliers as deus espées [cat. El cavaller de les dues espases]
- Escanor de Girart d'Amiens
- Durmart le Galois
- Hunbaut (circa 1250)
- Floriant et Florete
- Galeran de Bretagne de Jean Renart
- Beaudous de Robert de Blois
- Roman de Silence de Heldri de Cornwall (circa 1260)
- Gliglois
- Roman du Hem
- Ille et Galeron de Gautier d'Arras

### Occità
- Jaufré (anònim) (finals del XII o principis del XIII).[40][41][42]
  - Dedicat a Jaume el Conqueridor

### Gal·lès
- Breuddwyd Rhonabwy (cat. El somni de Rhonabwy) (1220-1225).[43]

### Anglès
- Brut de Layamon (finals de l'XII o principis del XIII).[44]
- Sir Tristrem (circa 1300).[45]

### Alt alemany

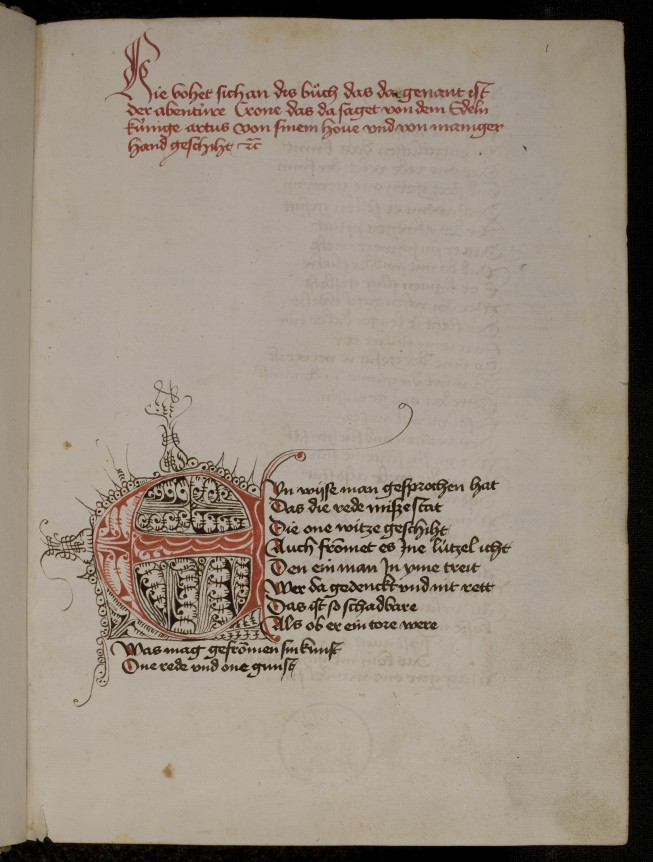
Manuscrit de Diu Crône

- Wigalois de Wirnt von Gravenberc (1204–1209).[46]
- Tristan und Isolt de Gottfried von Strassburg (circa 1210).[47]
- Parzival de Wolfram von Eschenbach (circa 1210)
- Daniel von Blumenthal [cat. Daniel de la Vall Florida] de Der Stricker (circa 1220)
- Diu Crône [cat. La corona] de Heinrich von dem Türlin (circa 1220).[48]

### Noruec
- Traduccions en prosa de Fra Robert
  - Tristrams saga ok Ísöndar (1226) (traducció al noruec del Tristany de Thomas)
  - Ivens Saga (1226) (traducció al noruec de l'Ivain de Chrétien de Troyes)
  - Erex Saga (autoria discutida; traducció al noruec d'Erec i Enide de Chrétien de Troyes)
  - Möttuls saga (adaptació del tema del Mantel mautaillé)
- Strengleikar (traducció dels lais de Marie de France)
  - "Geitarlauf" (traducció del lai del Chevrefoil)
  - "Januals ljóð" (traducció del lai de Lanval)

### Neerlandès
- Walewein en het schaakbord de Penninc i Pieter Vostaert
- Roman van Ferguut (traducció i adaptació del Roman de Fergus)
- Lancelot-Compilatie (adaptació del cicle de Lancelot-Graal i altres romans)[49]
  - Lanceloet
  - Perchevael
  - Morien (Moriaen)
  - Queeste vanden Grale
  - Wrake van Ragisel (adaptació de la Vengeance Raguidel)
  - Ridder metter mouwen (cat. El cavaller de la màniga)
  - Walewein ende Keye
  - Lanceloet en het hert met de witte voet (cat. Lancelot i el cérvol del peu blanc)
  - Torec de Jacob van Maerlant
  - Arturs doet

## Segle XIV

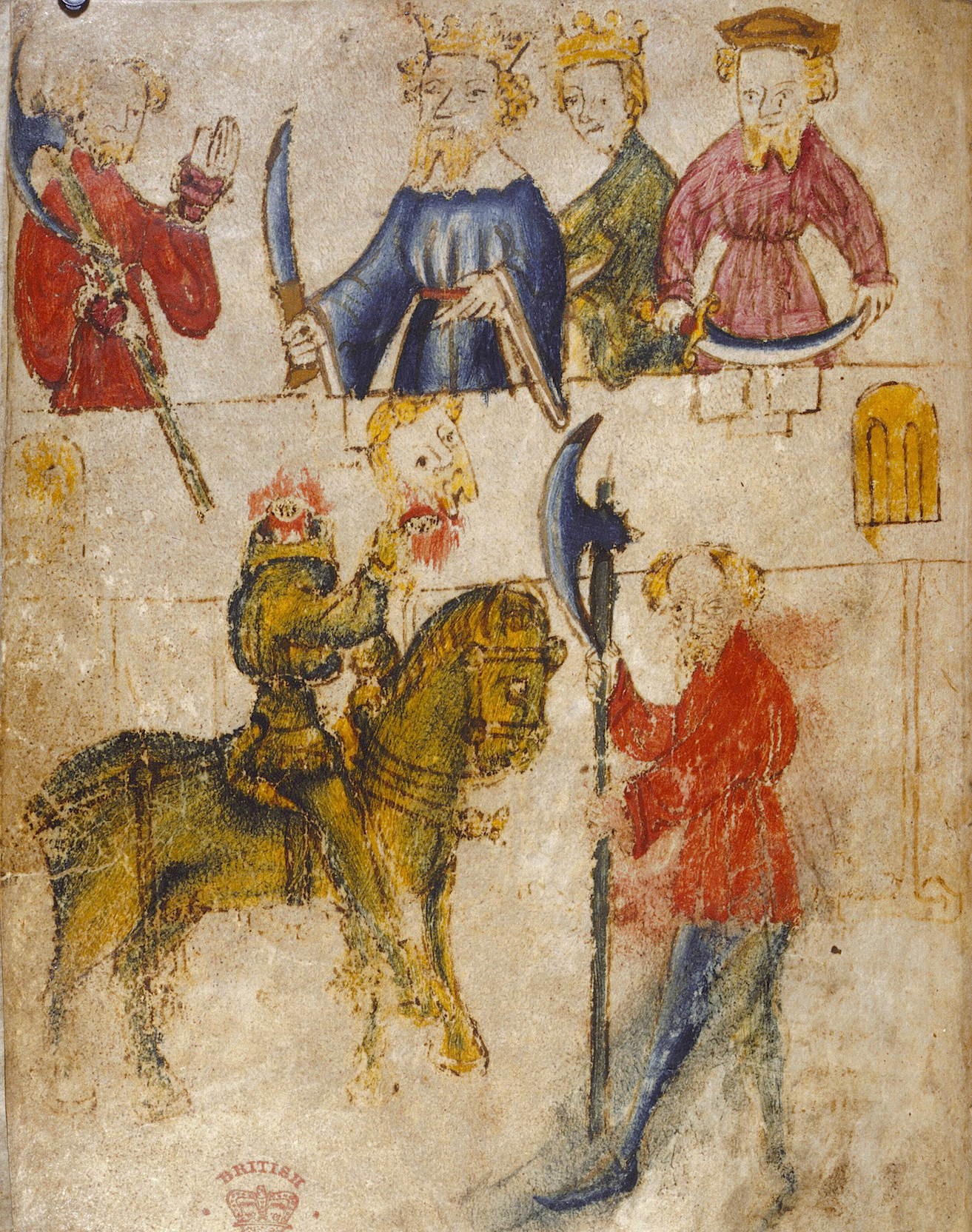
Il·lustració del manuscrit de Sir Gawain and the Green Knight

### Francès
- Meliador de Jean Froissart
- Roman de Perceforest

### Català
- La Faula de Guillem de Torroella

### Anglès
- Morte Arthure en versos al·literatius (anònim) (circa 1400)
- Morte Arthur en estrofes (anònim)
- The Avowyng of Arthur [cat. El jurament d'Artús] (anònim) (circa 1375-1425)
- The Weddynge of Syr Gawen and Dame Ragnell [cat. La boda de Sir Gauvain i dama Ragnell] (anònim)
- The Awntyrs off Arthure [cat. Les aventures d'Artús] (anònim)
- Sir Cleges (finals del segle XIV-principis del XV)
- Sir Gawain and the Green Knight [cat. Sir Gauvain i el cavaller verd] (anònim, del mateix autor que Pearl)
- Sir Launfal de Thomas Chestre (versió del lai de Lanval)
- Libeaus Desconus
- Yvain and Gawain
- Sir Perceval of Galles
- Lancelot of the Laik

### Gal·lès
[la data de les obres gal·leses és discutida]
- Mabinogion
- Contes gal·lesos
  - Owain, o la Dama de la font (relacionat amb l'Ivain de Chrétien de Troyes)
  - Geraint i Enid (relacionat amb Erec i Enide, de Chrétien de Troyes)
  - Peredur, fill d'Efrawg (relacionat amb el Perceval de Chrétien de Troyes)

## Segle XV

### Francès
- Ysaÿe le Triste (finals del XIV o principis del XV)
- Le chevalier au Papegau (finals del XIV o principis del XV)

### Anglès
- Le Morte d'Arthur de Sir Thomas Malory. (El text original es pot consultar aquí Le Morte d'Arthur (Caxton edition, in Middle English) a la University of Michigan).
- King Arthur and King Cornwall
- Sir Gawain and the Carle of Carlisle

### Italià
- Orlando Innamorato de Matteo Maria Boiardo. (El text original es pot consultar aquí).

## Segle XX
- Howard Pyle
  - "The Story of King Arthur and His Knights" (1903)
  - "The Story of the Champions of the Round Table" (1905)
  - "The Story of Sir Launcelot and His Companions" (1907)
  - "The Story of the Grail and the Passing of King Arthur" (1910)

- The Once and Future King de T. H. White que inclou:
  - The Sword in the Stone (1938).[50]
  - The Queen of Air and Darkness (or The Witch in the Wood) (1939).[51]
  - The Ill-Made Knight (1940)
  - The Candle in the Wind (1958)
  - The Book of Merlyn (1958)[52]
- Els fets del rei Artús i els seus nobles cavallers (1975) de John Steinbeck. En català editat per Columna Edicions, 1998. ISBN 978-84-8300-600-9. Traducció de Dolors Udina.

## Segle XXI
- La mort del rei Artús. Editorial Cal Carré (2023). ISBN 978-84-127255-1-3. Obra original en francès (ca. 1230) traduïda al català per Lola Badia Pàmies.